# آنان قابل چشم‌پوشی بودند
آنان قابل چشم‌پوشی بودند (انگلیسی: They Were Expendable) فیلمی آمریکایی در سبک جنگی به کارگردانی جان فورد و رابرت مونتگومری است که در سال ۱۹۴۵ منتشر شد.

## بازیگران
- رابرت مونتگومری
- جان وین
- دانا رید
- جک هولت
- وارد باند
- مارشال تامپسون
- لیون امس
- کامرون میچل
- جک پنیک
- رابرت برت
- چارلز تروبریج
- هری تنبروک
- لوئیس جین هیت
- پال لنگتون
- راسل سیمپسون
- رابرت اِمِـت اوکانر
- امت ووگان
- ورنان استیل